# Sonthi
La Sonthi (thaï ลำสนธิ) est un affluent de la Pa Sak, une rivière de Thaïlande qui se jette elle-même dans la Chao Phraya. Elle prend sa source dans les montagnes de Ruak et Phanghoei, dans le district de Lam Sonthi (province de Lopburi) et le district de Si Thep, (province de Phetchabun). Elle coule vers le sud et rejoint la Phaya Klang avant de tourner vers l'Ouest et de se jeter dans la Pa Sak dans le district de Chai Badan. Sa longueur est de 70 km.
- (en) Cet article est partiellement ou en totalité issu de l’article de Wikipédia en anglais intitulé « Sonthi River » (voir la liste des auteurs).